# András Reuss (Theologe)

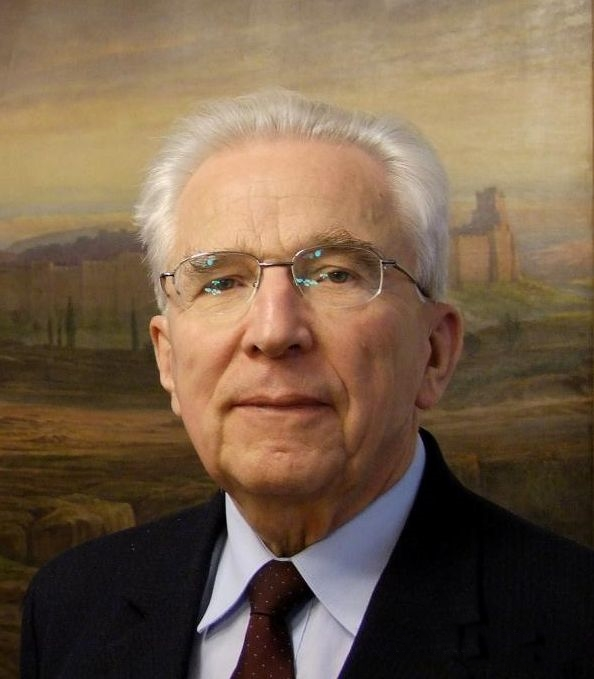
András Reuss (2016)

András Reuss (* 11. Juli 1938 in Budapest) ist ein ungarischer lutherischer Theologe und emeritierter Universitätsprofessor.

## Werdegang
Reuss wurde als Sohn des Maschinenbauingenieurs László Reuss (1901–1996) und seiner Frau Anna Burchard-Bélaváry (24. Juni 1903–1. Februar 1946) geboren. Er war in erster Ehe mit Emma Urbán (1940–2006) verheiratet. 2008 heiratete er Erzsébet Belák (1946–). Aus der ersten Ehe hat er drei Kinder.
Im Herbst 1944 wurde er in die Grundschule der evangelisch-lutherischen Gemeinde am Bécsikapu tér in der Burg von Budapest eingeschult, ab 1945 besuchte er wegen der Kriegsgeschehen die Schule in Orosháza. 1952 wurde er in das reformierte Gymnasium von Budapest-Lónyay utca aufgenommen, aber wegen der Verstaatlichung führte er das Studium am József Attila Gymnasium (Budapest, XI. Bezirk) weiter, das er als Realschüler mit dem Abitur 1956 mit Auszeichnung bestand. Danach wurde er an der Aussenhandelsfakultät der Karl-Marx-Universität für Wirtschaftswissenschaft aufgenommen, der Studienanfang jedoch fand an der Evangelisch-Lutherischen Theologischen Akademie in Budapest statt, die er 1961 mit Auszeichnung abschloss. Ordiniert wurde er von Bischof Lajos Vető und 1984 folgte seine Dissertationsarbeit Die Ethik des Apostels Paulus in der modernen neutestamentlichen Forschung.
Seine Vikariatsjahre absolvierte András Reuss in drei verschiedenen Orten und Kirchengemeinden: Sopron im Nordwesten Ungarns, in der Stadt Ózd und den umgebenden Siedlungen sowie im Bergort Rudabánya, beide im Nordosten von Ungarn. Nach verschiedenen Entsendungen als Pfarrer bekam er auf Veranlassung der Kirchenleitung ein Stipendium des Hilfswerks der Evangelischen Kirchen in der Schweiz. Im Wintersemester (von Oktober 1969 bis Februar 1970) nahm er an der Ökumenischen Hochschule des Ökumenischen Rates der Kirchen in Chateau de Bossey, Céligny teil. Im Sommersemester 1970 hörte er die Vorlesungen des Systematikers Arthur Rich und des Neutestamentlers Eduard Schweizer an der Theologischen Fakultät der Universität Zürich. Das Studium in der Schweiz beendete er als Diplom Oecumenique; der Titel der Abschlussarbeit lautete Industrielle Produktion – eine biblisch-theologische Untersuchung. Die Arbeit selbst hat der Bossey-Professor Hans-Ruedi Weber entgegengenommen und bewertet. In der Folge dieser Arbeit bekam Reuss die Einladung, über das Thema in einer internationalen Konferenz in Bossey vorzutragen (1971).
Nach der Heimkehr leistete er Pfarrdienst in der Großstadtgemeinde Kelenföld (Budapest, Bezirk 11) mit zwei älteren Kollegen und mit Schwerpunkt Jugendarbeit. 1974 wurde er Sekretär des Außenamtes der Evangelisch-Lutherischen Kirche in Ungarn. Die Aufgabe bestand hier vor allem in der Abwicklung der deutsch- und englischsprachigen Korrespondenz des leitenden Bischofs, Zoltán Káldy, im Empfang ökumenischer Gäste, der Administration der ausländischen Reisen der Delegierten der Kirche sowie in ökumenischer Studienarbeit. In diesen Rahmen fiel die Leitung der Vorbereitung der siebenten Vollversammlung des Lutherischen Weltbundes (Budapest, vom 22. Juli bis 5. August 1984) und die der Jugendversammlung des LWB (Budapest, vom 12. bis 20. Juli 1984).
Am 1. Januar 1985 ging er auf eigenen Wunsch wieder in den Gemeindedienst als Pfarrer in die Gemeinde Angyalföld in Budapest. Auf Bitten des damaligen Dekans Tibor Fabiny nahm er 1989 den Ruf auf den Lehrstuhl für systematische Theologie an, wurde 1992 zum Dekan gewählt und leitete den Prozess der Anwendung des neuen ungarischen Hochschulgesetzes an der Theologischen Akademie. Am Ende dieses Prozesses wurde die Akademie in Theologische Universität umbenannt und die frühere Abschlussprüfung nach 1950 wieder als Universitätsdiplom staatlich anerkannt. In der zweiten Amtsperiode wurde Reuss nicht mehr als Dekan bezeichnet, sondern als Rektor. Daneben wählte ihn die Synode der Evangelisch-Lutherischen Kirche zum geistlichen Mitvorsitzenden in zwei Legislaturperioden. Im Alter von 60 legte er diese Funktion nieder, um sich der wissenschaftlichen Arbeit widmen zu können. Im Alter von 70 Jahren ging er in den Ruhestand, führte seine Lehrtätigkeit aber bis 2019 weiter.

## Wirken
Das Feld seiner Forschungen für die Promotion lag auf dem Gebiet der neutestamentlichen Theologie, als Professor widmete er sich jedoch der systematischen Theologie als Nachfolger des seinerzeit nahezu achtzigjährigen Vorgängers, Károly Prőhle (1989). Sein Hauptinteresse und die wichtigsten Forschungsthemen sind Sammlung und Auswertung sozialethischer Stellungnahmen der Kirchen, Ergebnisse und Probleme der interkonfessionellen Dialoge, die heutige Bedeutung und Relevanz der reformatorischen Theologie (incl. Martin Luther und Philipp Melanchthon) sowie Geschichte und Theologie der Bekenntnisschriften der lutherischen Kirche.
Seine Publikationstätigkeit besteht vor allem aus seinen Aufsätzen, die in Zeitschriften erschienen sind, teils auch aus seiner Arbeit als Herausgeber. Die Vorlesungsmanuskripte entwickelte er Woche für Woche und Jahr für Jahr und stellte sie den Studierenden in digitaler Form zur Verfügung. Dazu war er Mitglied in der Societas Ethica, in der Gesellschaft für Europäische Forschung (seit 1990) und in der Wissenschaftlichen Gesellschaft für Theologie (seit 1994). Er fungierte als einer der Herausgeber der Reihe Eszmecsere (etwa: Aussprache) der Sozialethischen und Ökumenischen Arbeitsgruppe in Zusammenarbeit zwischen der Ungarischen Akademie der Wissenschaften und der Evangelisch-Lutherischen Theologischen Universität (2003–2006), die dann nur von der Universität fortgesetzt wurde Universität (seit 2007). In dieser Reihe sind 5 Bände erschienen.

## Veröffentlichungen (Auswahl)
- Über seine Verbindung mit der Staatssicherheit sagte er öffentlich in Wort und Schrift aus: Naivität und Mut, Klugheit und Kreuz. (ungarisch) Erschienen: Credo (15) 2009/1–2, 54–61.[1]
- Lutheranism_in_Hungary_in_the_Aftermath_of_Communism.[2]
- Konkordienbuch. Die Bekenntnisschriften der Evangelisch-Lutherischen Kirche in Ungarn 1–5. (ungarisch) Budapest, 2008–2020.
- Auf Ungarisch und Deutsch sind insgesamt 158 Publikationen von ihm erschienen. Die Zahl der Bücherbesprechungen: 22. Im Wochenblatt der Kirche, Evangélikus Élet (Evangelisches Leben) 240 kleinere Artikel.[3]

Deutschsprachige Aufsätze
- Die Kirchen in Ungarn im Jahre 1990. In: EPD-Dokumentation. Nr. 31/1990, S. 30–33 (lutheran.hu [PDF]).
- Biblische und theologische Grundlagen der christlichen Erziehung. In: Konsultation über Christliche Erziehung in Mittel- und Osteuropa. Budapest, Ungarn, 11. bis 16. Januar 1991. Abteilung für Mission und Entwicklung Christliche Erziehung. Lutherischer Weltbund, Genf 1993, S. 31–39.
- Glauben bewahren unter politischem Druck. Die lutherische Kirche in Ungarn zwischen 1945 und der Wende. In: Nachbarn werden Partner. Ungarn – Bayern. Die lutherische Kirche Ungarns vor neuen Aufgaben. Sonderheft der Schriftenreihe Kirche ökumenisch. Herausgegeben vom Ökumenereferat des Evangelisch-Lutherischen Landeskirchenrates, Friedrich Nägelsbach, München 1992, S. 3–6.
- Theologie und Wissenschaft im Dienst des Menschen. In: Theologie im Dienst der Kirche. Symposium anläßlich des 60. Jahrestages der Evangelisch-theologischen Fakultät der Comenius-Universität zu Bratislava. Bratislava, St. Georg, 23.–26. November 1994, S. 79–88.
- Das Studium der Theologie im Spannungsfeld von Wissenschaft und Kirche. Herausforderungen, Grenzen und Chancen der theologischen Ausbildung in der Evang.-Luth. Kirche in Ungarn nach der politischen Wende von 1989. In: Kirche in der Schule Luthers. Festschrift für D. Joachim Heubach. Herausgegeben von Bengt Hägglund und Gerhard Müller. Redaktion: Rudolf Keller. Martin-Luther Verlag, Erlangen 1995, S. 389–397.
- Zur neueren Entwicklung der Evangelisch-Lutherischen Kirche in Ungarn. In: Lutherische Kirche in der Welt. Jahrbuch des Martin-Luther-Bundes. Folge 46, 1999, S. 121–128 (lutheran.hu).
- Leben unter entgegengesetzten Vorzeichen – Begegnungen zwischen Anhören und Zurückweisen. 7. Berliner Staat-Kirche-Kolloquium, Berlin, 25–27. Mai 1998 (Revidierte Fassung vom 3. Juli 1998). In: Beziehungen zwischen dem Ökumenischen Rat der Kirchen und seinen osteuropäischen Mitgliedskirchen – Herausforderungen, Chancen, Defizite. 7. Berliner Staat-Kirche-Kolloquium (25.–27. Mai 1998). Mit einem Geleitwort von Dwain C. Epps. Mit Beiträgen von John A. Moses (Australien) et al. Berlin, 1998. 220 S. (= Schriftenreihe des Instituts für vergleichende Staat-Kirche-Forschung, Heft 7). 153–163 (lutheran.hu).
- Protestantismus im multiethnischen und multikulturellen mittleren, östlichen und südöstlichen Europa. In: Multikulturalität und Multiethnizität in Mittel-, Ost- und Südosteuropa. Hrsg. Ernst-Peter Brezovszky, Arnold Suppan, Elisabeth Vyslonzil. Peter Lang, Frankfurt am Main/Berlin/Bern/Bruxelles/New York/Wien 1999, S. 139–143 (lutheran.hu).
- Die Bedeutung der gesellschaftlichen Realität für die Theologie. Erster Kongress des Südostmitteleuropäischen Fakultätentages für evangelische Theologie, Budapest, 1. Juli 1999. In: SOMEF Süd-Ost-Mittel-Europäischer Fakultätentag für evangelische Theologie. Dokumentation der Kongresse 1999 und 2001. Herausgeber Karl Schwarz, Wolfgang Wischmeyer. Wien 2002, S. 41–49 (lutheran.hu).
- Gott bezeugen in einer unversöhnten Welt, zwischen den Konfessionen, Weltanschauungen, Völkern und Staaten. Internationales Seminar der Arbeitsgemeinschaft Missionarische Dienste im Diakonischen Werk der EKD. Piliscsaba, 2. November 1999. In: Internationales Seminar. Missionarischer Gemeindeaufbau: aufeinander hören – voneinander lernen. Dokumentation. „Gott bezeugen in einer unversöhnten Welt.“ 1.–5. November 1999 in Piliscsaba bei Budapest/Ungarn. Arbeitsgemeinschaft Missionarische Dienste im Diakonischen Werk der EKD: Berlin 2000, S. 4–11 (lutheran.hu).
- Tradition in der lutherischen Kirche. Probleme der Berufung auf CA VII. Übersetzung ins Deutsche: Csaba Szabó. In: Volker Elsenbast, Rainer Lachmann, Robert Schelander (Hrsg.): Die Bibel als Buch der Bildung. Festschrift für Gottfried Adam zum 65. Geburtstag. LIT Verlag, Wien 2004, 476 S. S. 393–412 (lutheran.hu).
- Evangélikus Egyház: Lutherische Identität zwischen Reformierten und römischen Katholiken. In: Lutherische Kirche in der Welt. Jahrbuch des Martin-Luther-Bundes, Folge 52, 2005, S. 185–200 (lutheran.hu).
- Die theologische Prägung der Evangelisch-Lutherischen Kirche in Ungarn – Perspektiven, Mängel und Aufgaben. In: Lutherische Kirche in der Welt. Jahrbuch des Martin-Luther-Bundes, Folge 55, 2008, S. 83–94 (lutheran.hu).
- Die Bedeutung der Bekenntnisbindung in der evangelisch-lutherischen Kirche in Ungarn. In: Lutherische Kirche in der Welt. Jahrbuch des Martin-Luther-Bundes, Folge 62, 2015, 257–276 (lutheran.hu).
- Das Christusbekenntnis der Konkordienformel und seine Bedeutung für die Kirche. Lutherischer Tag des Lutherischen Einigungswerkes unter dem Thema: „Einen anderen Grund kann niemand legen!“ Leipzig, 27. Mai 2015. In: Die bleibende Bedeutung der lutherischen Reformation. Vorträge der Lutherischen Tage 2015, 2016 und 2017. Hrsg. Karl-Hermann Kandler. Freimund-Verlag Neuendettelsau, 2018, S. 15–43 (= Lutherisch glauben, Heft 9). ISBN 978 3 946083 28 3 (lutheran.hu).

## Wichtige Vorträge
- Die gemeinsame lutherisch-römisch katholische Erklärung über die Rechtfertigungslehre (2000) (ungarisch) Evangelikus.hu[4]
- Gab er uns sein' Leib und Blut (ungarisch) Evangelikus.hu[5]
- Luther, Melanchthon und die Schule. (ungarisch) Evangelikus.hu[6]
- Nach den vergangenen fünfhundert Jahren. (ungarisch) Evangelikus.hu[7]
- O, gib uns, Jesus, Frieden – Über das Buch zum Gedenken von Bischof Zoltán Káldy. „Zum hundertsten Geburtstag von Bischof Zoltán Káldy ist dieses Werk in zwei Bänden erschienen, das seine Witwe, Magdolna Esze geschrieben, zusammengestellt und herausgegeben hat. Das Ergebnis dieser mehrjährigen Arbeit und Forschung ist eine Überraschung, denn ihr ist keine Nachricht vorausgegangen, und die Verfasserin stand auch selten auf der Liste der Eingeladenen in der Kirche.“ (ungarisch) Evangélikus.hu 2020.02.27.[8]

## Ehrung
Die Evangelisch-Lutherische Kirche zeichnete am 11. November 2018 András Reuss mit dem Lajos-Ordass-Preis aus.